# Фаріс Гарун
Фаріс Гарун (фр. Faris Haroun, нар. 22 вересня 1985, Брюссель) — бельгійський футболіст, півзахисник. Відомий за виступами в низці бельгійських і англійських клубів, а також у складі національної збірної Бельгії. Володар Кубка Бельгії.

## Клубна кар'єра
Фаріс Гарун народився 1985 року в Брюсселі. Розпочав займатися футболом у футбольній школі «Жетт», з 1995 року займався у футбольній школі клубув «Моленбек», у 2002 році перейшов до футбольної школи клубу «Генк». У дорослому футболі дебютував 2003 року виступами в складі основної команди «Генка», в якій грав до 2008 року, взявши участь у 104 матчах чемпіонату.
У 2008 році Гарун перейшов до іншого бельгійського клубу «Жерміналь-Беєрсхот», у складі якого грав до 2011 року. У складі команди був одним із основних гравців середньої лінії команди. У 2011 році вимушено покинув команду через її фінансові труднощі.
У 2011 році Фаріс Гарун уклав контракт з англійським клубом «Мідлсбро», у складі якого грав до 2014 року. На початку 2014 року нетривалий час грав у іншій англійській команді «Блекпул».
У 2014 році Гарун повернувся до Бельгії, та став гравцем клубу «Серкль», у якому грав до 2017 року.
У 2017 році футболіст перейшов до клубу «Антверпен». У складі команди в сезоні 2019—2020 років він став володарем Кубка Бельгії. Станом на 5 квітня 2023 року відіграв за команду з Антверпена 142 матчі в національному чемпіонаті. У 2023 році покинув клуб.

## Виступи за збірні
У 2003 році Фаріс Гарун дебютував у складі юнацької збірної Бельгії (U-18), загалом на юнацькому рівні взяв участь у 21 іграх, відзначившись 2 забитими голами.
З 2004 до 2008 року Гарун грав у складі молодіжної збірної Бельгії. На молодіжному рівні зіграв у 25 офіційних матчах, забив 4 голи. Також у 2008 році Фаріс Гарун у складі бельгійської збірної брав участь в Олімпійських іграх у Пекіні, на яких бельгійська збірна посіла четверте місце.
У 2007 році Гарун дебютував у складі національної збірної Бельгії. У складі збірної грав до 2009 року, провів у її складі 6 матчів, у яких забитими м'ячами не відзначився.

## Титули і досягнення
- Володар Кубка Бельгії (2):

«Антверпен»: 2019-20, 2022-23
- Чемпіон Бельгії (1):

«Антверпен»: 2022-23